# Heldenberg
Heldenberg là một small village in the district of Hollabrunn trong bang Niederösterreich, ở nước Áo. Đô thị này có diện tích 27,37 km², dân số năm 2001 là 1096 người.